# Кинг, Хелен Дин
Хелен Дин Кинг (27 сентября 1869, Овиго, Нью-Йорк, США — 7 марта 1955, Филадельфия, Пенсильвания) — американский биолог. Она занималась разведением лабораторных крыс Wistar, линии генетически однородных крыс-альбиносов, предназначенных для использования в биологических и медицинских исследованиях.

## Жизнь и работа
Хелен родилась в Овиго, штат Нью-Йорк, в 1892 году окончила Вассарский колледж, а в 1899 году получила докторскую степень по философии в колледже Брин-Мар, защитив диссертацию под руководством эмбриолога и генетика Томаса Ханта Моргана. Хелен специализировалась на морфологии, оставалась в колледже после окончания учёбы в качестве научного сотрудника и ассистента по биологии с 1897 по 1904 год.
С 1899 по 1907 годы Хелен преподавала физиологию в школе мисс Болдуин в Брин-Мар, была научным сотрудником Пенсильванского университета в 1906-08 годах и работала ассистентом по анатомии в 1908-09 годах. После 1909 года она более 40 лет работала в Вистаровском институте, сначала в качестве ассистентки, а затем, с 1927 года, в качестве профессора эмбриологии. Она оставалась в должности до выхода на пенсию в 1949 году.
Хелен также была ассистентом в Вудс-Хол, штат Массачусетс. Её исследования в основном касались проблем определения пола.
Кинг занимала пост вице-президента Американского общества зоологов в 1937 году, была заместителем редактора Журнала морфологии и физиологии с 1924 по 1927 годы и редактором библиографической службы Вистаровского института с 1922 по 1935 год.

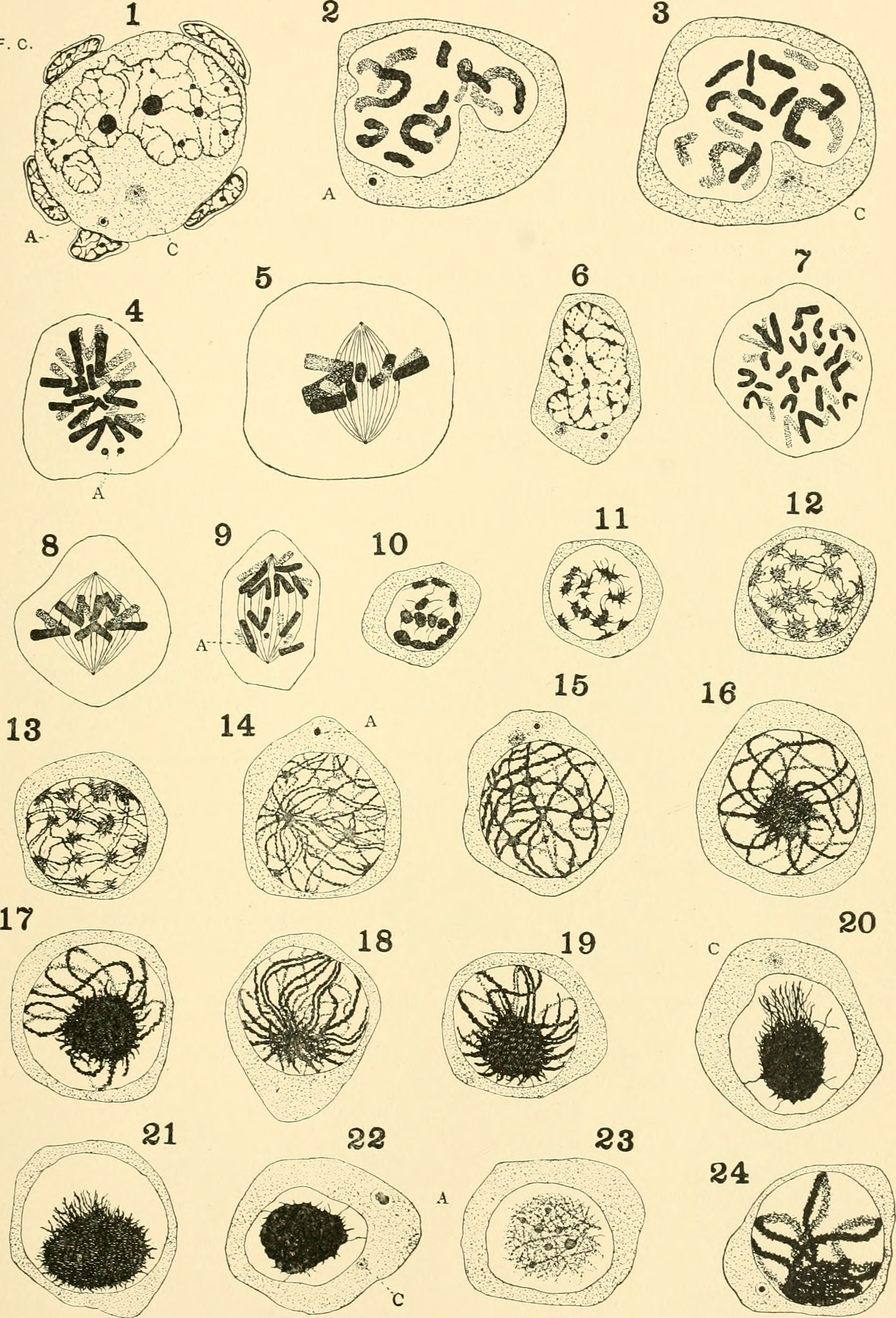
Хелен Дин Кинг, «Сперматогенез Bufo lentiginosus», вкладка 1. Страница из Американского журнала анатомии, Vol. VII, 1907—1908 гг.

Кинг участвовала в разведении крыс Wistar, линии генетически однородных крыс-альбиносов для использования в биологических и медицинских исследованиях.
Она умерла в возрасте 85 лет 7 марта 1955 года в Филадельфии, штат Пенсильвания.

## Исследования
Научные исследования Кинг в основном были сосредоточены на изучении инбредных крыс, она особенно интересовалась проблемами человека, используя для своих целей данные экспериментов на лабораторных крысах. Благодаря инбридингу её крысы оказались почти гомозиготными друг другу. В последние годы она сосредоточилась на исследованиях серых крыс.

## Награды
- Исследовательская премия Эллен Ричардс Ассоциации содействия научным исследованиям женщин (1932)

## Избранные публикации
- King, Helen Dean. «On the weight of the albino rat at birth and the factors that influence it.» The Anatomical Record 9, no. 3 (1915): 213—231.
- King, Helen Dean. «Studies on inbreeding. I. The effects in inbreeding on the growth and variability in the body weight of the albino rat.» Journal of Experimental Zoology 26, no. 1 (1918): 1-54.
- King, Helen Dean, and Henry Herbert Donaldson. «Life processes and size of the body and organs of the gray Norway rat during ten generations in captivity.» American Anatomical Memoirs (1929).
- King, Helen Dean. «Life processes in gray Norway rats during fourteen years in captivity.» American Anatomical Memoirs (1939).